# تشان مينغ تاي
تشان مينغ تاي (بالصينية: 陳銘泰) هو منافس ألعاب قوى صيني، ولد في 30 يناير 1995 في هونغ كونغ في الصين.

## وصلات خارجية
- تشان مينغ تاي على موقع الاتحاد الدولي لألعاب القوى (الإنجليزية)
- تشان مينغ تاي على موقع أوليمبيديا (الإنجليزية)